# Andalgalornis
Andagalornis es un género extinto de aves Cariamiformes de la familia Phorusrhacidae que vivió durante el Mioceno.

## Morfología

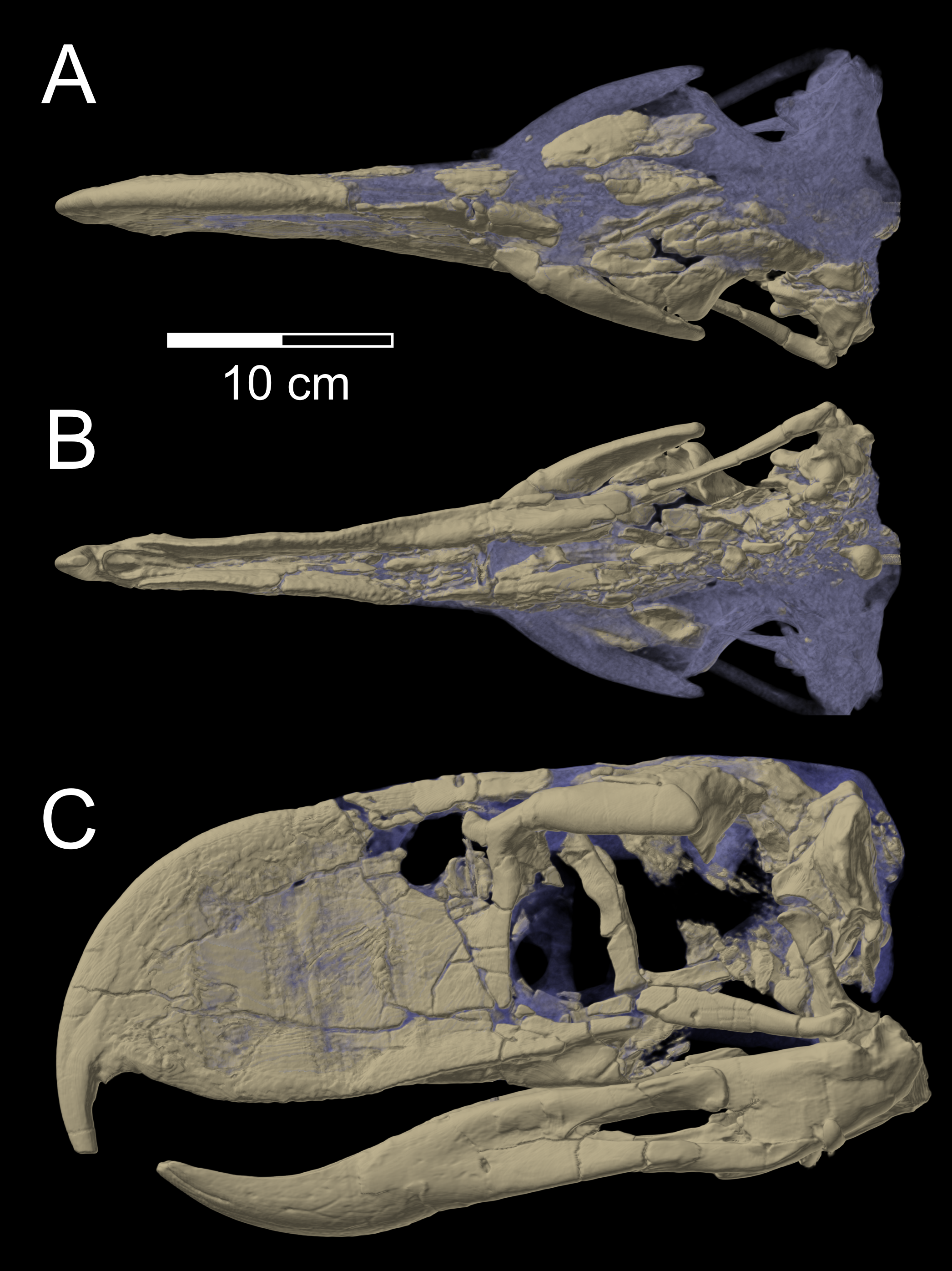
Imagen TAC del cráneo de P 14357, el holotipo de Andalgalornis ferox de las colecciones del Museo Field de Historia Natural.

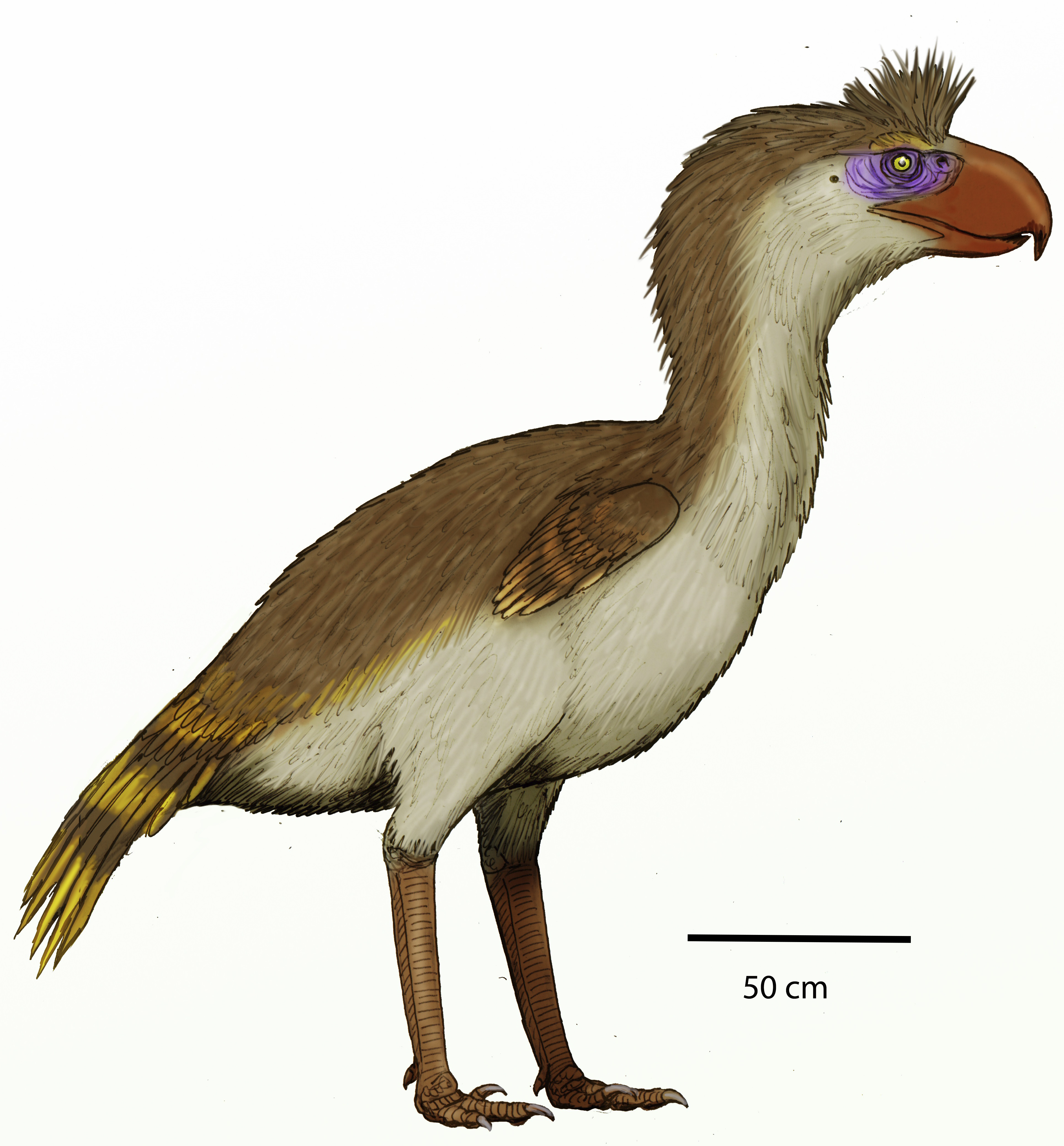
Recreación en vida.

Andalgalornis es conocida a partir de un esqueleto incompleto y algunos huesos aislados encontrados en estratos sedimentarios terciarios del Mioceno Superior al Plioceno Inferior y correspondiente a una edad geológica entre 7 a 5 millones de años (pertenecientes a la Formación Andalhuala, de sitio en la villa de Chiquimil, localidad de Entre Ríos, valle de Santa María, provincia de Catamarca, en el noroeste de Argentina. Estos fueron recuperados por una expedición paleontológica realizada por un grupo de científicos de Estados Unidos en abril de 1926, el campamento estuvo integrado por Germán Young (geólogo), Rudolf Stahlecker (recolector) y dos nativos de la región: Juan y Felipe Méndez
Esta ave medía 1,4 metros de altura y tenía una enorme cabeza de 37cm y se alimentaba de mamíferos pequeños parecidos a roedores como el Paedotherium. La subfamilia a la que pertenecía este género, los Patagornithinae, contenía especies que eran de constitución más bien delgada; Andalgalornis se parecía al mucho mayor Phorusrhacos, pero era más grácil que este y tenía un pico proporcionalmente más alto, el más masivo en proporción a su tamaño corporal entre todos los forusrácidos. Un análisis realizado con escáner TAC del cráneo de Andalgalornis sugiere que el pico era fuerte en sentido dorsoventral (es decir, en el plano vertical) pero en cambio era relativamente débil mediolateralmente (a los lados). La debilidad del pico implicaría que esta ave no pudo haber abatido a presas grandes, sino que depredaba presas más pequeñas, más fáciles de manejar y con menor riesgo. Aun así, el que el pico fuera fuerte dorsoventralmente le pudo haber permitido a Andalgalornis abatir con rapidez a una presa con una estrategia de caza consistente en atacar y retirarse de manera repetida.
Un estudio de sus vértebras del cuello mostró que estas estaban constituidas para golpear.